# Drontermeer
Het Drontermeer in Nederland vormt het meest oostelijke van de Veluwerandmeren. Het meer ligt tussen de provincies Flevoland (gemeente Dronten), Gelderland (gemeente Elburg en Oldebroek) en Overijssel (Kampen). Het omvat 476 hectare en is buiten de vaargeul erg ondiep.
Het meer grenst in het zuiden bij de brug van Elburg aan het Veluwemeer. Noordelijk, bij het Oldebroekse plaatsje Noordeinde, is er een punt waar bovengenoemde drie provincies samenkomen. Ten noorden daarvan lag de voormalige Roggebotsluis, waar het Drontermeer overgaat in het Vossemeer. Deze sluis is in het kader van Ruimte voor de Rivier in 2023 gesloopt en vervangen door de Roggebotbrug. De functie van de sluis is overgenomen door de zuidelijker gelegen nieuw gebouwde Reevesluis met bijbehorende Reevedam.
In het Drontermeer liggen drie eilandjes, één waarop men kan recreëren (De Eekt) en twee die voor de natuur zijn bestemd (Abbert en Reve). Het meer is in 1956 als randmeer ontstaan ten tijde van de inpoldering van Oostelijk Flevoland in de jaren vijftig.
Door de smalle vaargeul, waarbuiten het te ondiep is, en de vele bomen die aan de oevers staan, hebben zeilers vaak problemen, omdat er te weinig of verkeerde wind op het langwerpige meer staat.
Onder het meer is eind 2009 voor de Hanzelijn de Drontermeertunnel aangelegd. Deze spoortunnel werd op 6 december 2012 in  gebruik genomen.

## Topografie
Topografisch kaartbeeld van de gemeente Dronten, december 2015.
 Rechts in het midden het Drontermeer.
 Klik op de kaart voor een vergroting.